# Kim Jong-Shin
Kim Jong-Shin (Hampyeong, Corea del Sur, 17 de mayo de 1970) es un deportista surcoreano retirado especialista en lucha libre olímpica donde llegó a ser subcampeón olímpico en Barcelona 1992.

## Carrera deportiva
En los Juegos Olímpicos de 1992 celebrados en Barcelona ganó la medalla de plata en lucha libre olímpica de pesos de hasta 48 kg, tras el luchador norcoreano Kim Il-Ong (oro) y por delante de Vugar Orujov del Equipo Unificado (bronce).